# Cerithiella eulimella
Cerithiella eulimella là một loài ốc biển rất nhỏ, là động vật thân mềm chân bụng sống ở biển trong họ Cerithiopsidae. Nó được Powell mô tả năm 1958.